# Lực lượng Quds
Lực lượng Quds (Quds Force) ( tiếng Ba Tư: سپاه قدس Sepah-e qods)  là một đơn vị của Vệ binh Cách mạng Hồi giáo (IRGC) tại Iran chuyên về hoạt động tình báo và chiến tranh đặc biệt. Chịu trách nhiệm các hoạt động ngoài lãnh thổ Iran, Lực lượng Quds hỗ trợ các tổ chức phi nhà nước ở nhiều quốc gia, bao gồm Lebanon Hezbollah, Hamas và Phong trào thánh chiến Hồi giáo ở Palestine ở Dải Gaza và Bờ Tây, Yemen Houthis, và lực lượng dân quân Shia ở Iraq, Syria và Afghanistan.
Các nhà phân tích ước tính Lực lượng Quds có 10.000-20.000 thành viên. Lực lượng Quds báo cáo trực tiếp với Lãnh đạo tối cao của Iran, Ayatollah Khamenei. Lực lượng này do Thiếu tướng Qasem Soleimani chỉ huy cho đến khi ông bị giết trong cuộc tấn công bằng máy bay không người lái của Mỹ tại Sân bay Quốc tế Baghdad vào ngày 3 tháng 1 năm 2020. Chuẩn tướng Esmail Ghaani được bổ nhiệm làm Tư lệnh Lực lượng Quds trong cùng ngày.

## Lịch sử và nhiệm vụ
Lực lượng Quds được thành lập trong Chiến tranh Iran-Iraq như một đơn vị đặc biệt của Vệ binh Cách mạng Hồi giáo. Lực lượng này có sứ mệnh giải phóng các vùng đất Hồi giáo bị chiếm, đặc biệt là al-Quds, từ đó lấy tên là "Lực lượng Jerusalem".
Cả trong và sau chiến tranh, Lực lượng Quds đã hỗ trợ cho người Kurd chống lại Saddam Hussein. Năm 1982, một đơn vị Quds đã được triển khai đến Liban, nhằm hỗ trợ cho sự hình thành của Hezbollah. Lực lượng cũng mở rộng hoạt động sang nước láng giềng Afghanistan, đáng chú ý nhất là trợ giúp Hezbe Wahdat của Abdul Ali Mazari trong những năm 1980 chống lại chính phủ Mohammad Najibullah. Sau đó, nó bắt đầu tài trợ và hỗ trợ Liên minh phương Bắc của Ahmad Shah Massoud chống lại Taliban. Tuy nhiên, trong những năm gần đây, Lực lượng Quds được chuyển sang giúp đỡ quân nổi dậy Taliban chống lại chính quyền Karzai do NATO hậu thuẫn. Cũng có báo cáo về việc đơn vị này hỗ trợ cho người Hồi giáo Bosnia chiến đấu với người Serb Bosnia trong cuộc chiến Nam Tư.
Theo tờ báo Ai Cập Al-Ahram, cựu Tổng thống Iran Mahmoud Ahmadinejad đã giúp tài trợ cho Lực lượng Quds khi ông đóng quân tại khu vực đồn trú Ramazan gần Iraq vào cuối những năm 1980.
Vào tháng 1 năm 2010, theo Viện Chính sách Cận Đông của Washington, nhiệm vụ của Lực lượng Quds đã được mở rộng và lực lượng này cùng với Hezbollah bắt đầu một chiến dịch tấn công mới nhắm vào không chỉ Mỹ và Israel mà cả các cơ quan phương Tây khác.
Vào tháng 1 năm 2020, chỉ huy Quds, Thiếu tướng Qasem Soleimani đã thiệt mạng trong một cuộc không kích vào căn cứ quân sự gần Sân bay Quốc tế Baghdad.